# دایساکو شینوهارا
دایساکو شینوهارا (انگلیسی: Daisaku Shinohara; ۴ ژوئیهٔ ۱۹۳۳ – ۱ فوریهٔ ۲۰۱۶) بازیگر، و صداپیشگی در ژاپن اهل ژاپن بود.